# Штокштадт-ам-Майн
Штокштадт-ам-Майн (нім. Stockstadt am Main) — громада в Німеччині, розташована в землі Баварія. Підпорядковується адміністративному округу Нижня Франконія. Входить до складу району Ашаффенбург.
Площа — 18,86 км2. Населення становить 8028 ос. (станом на 31 грудня 2020).

## Галерея

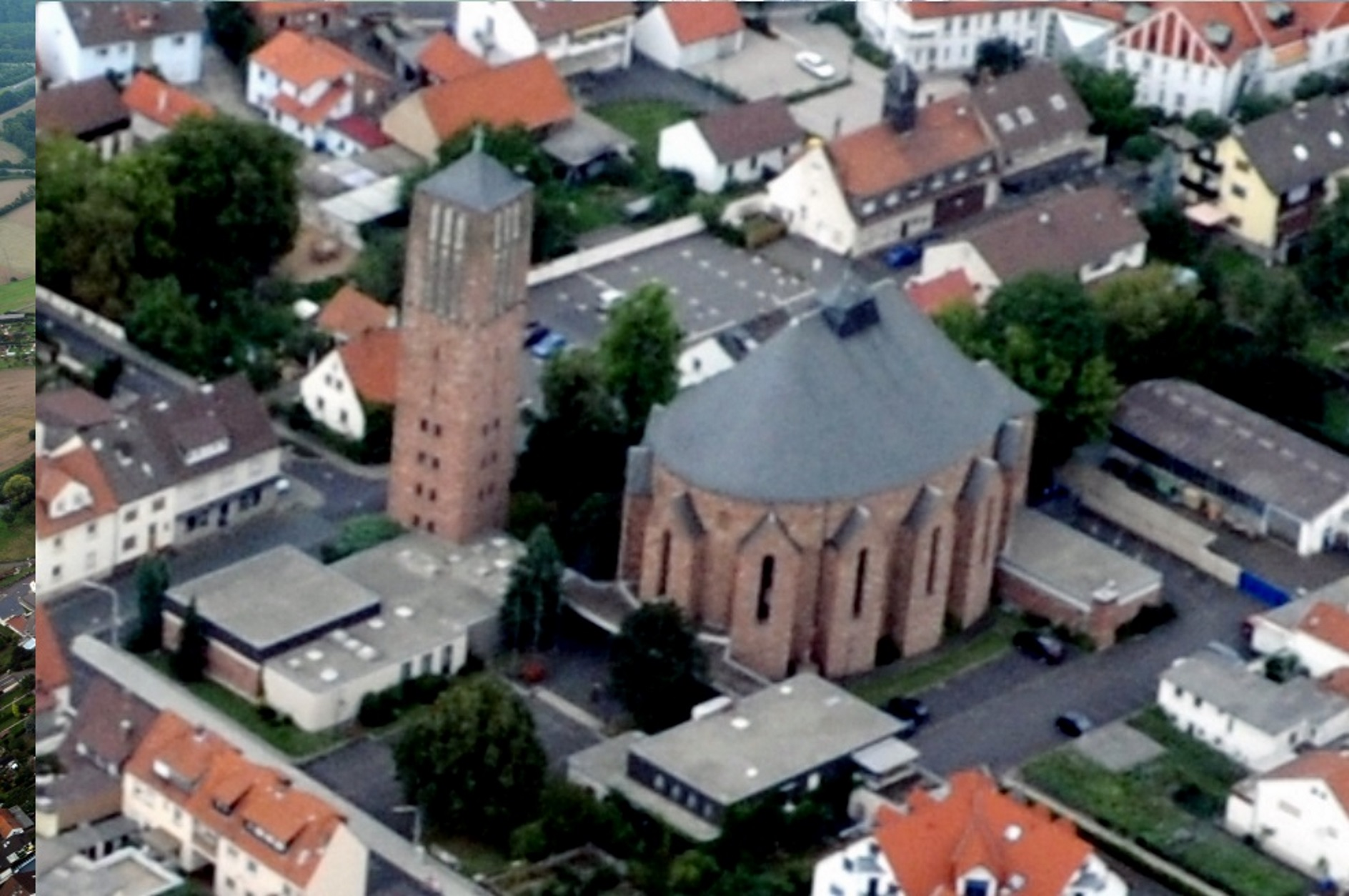
Центр міста з пташиного польоту
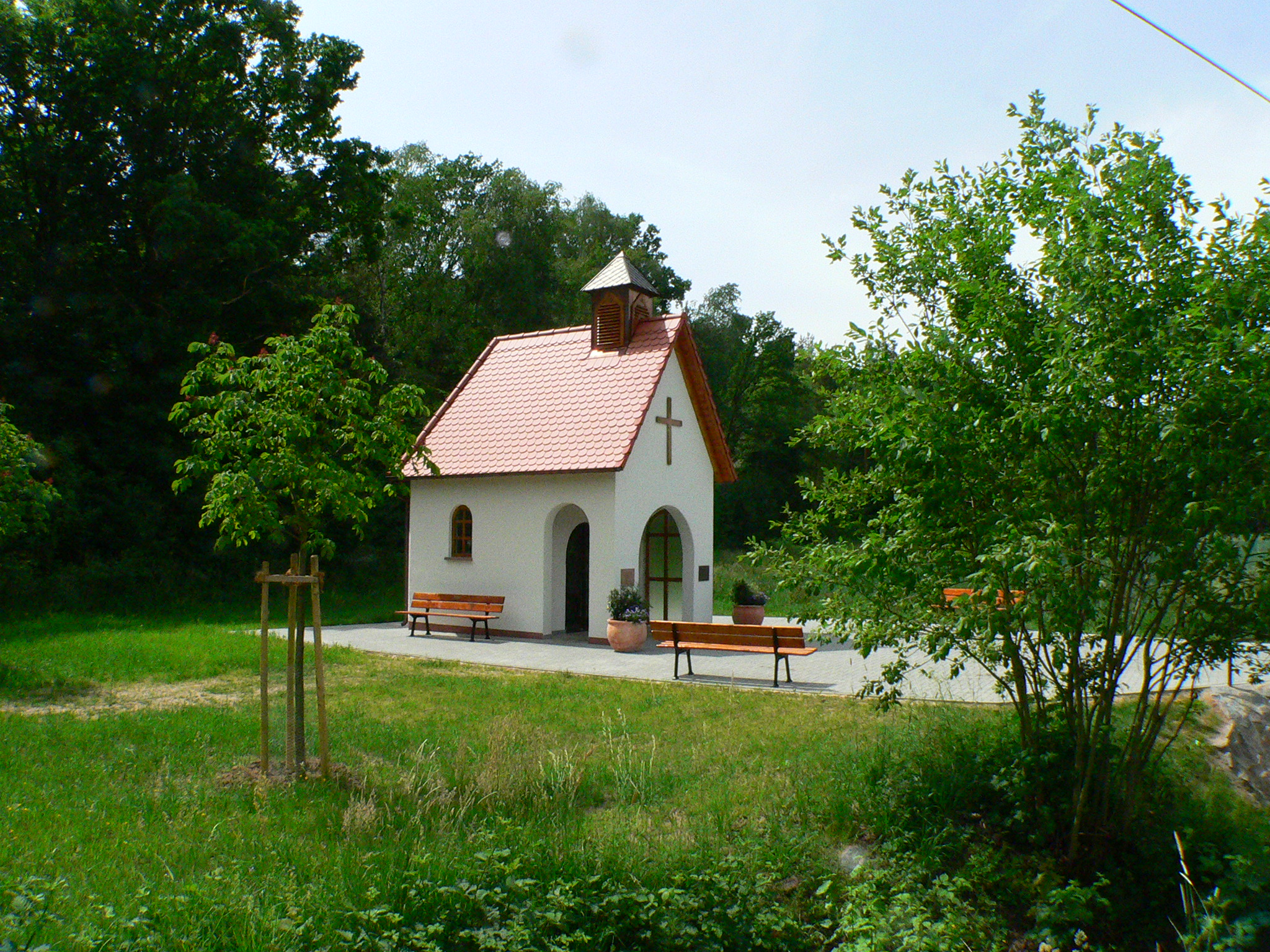
Каплиця Св. Анни
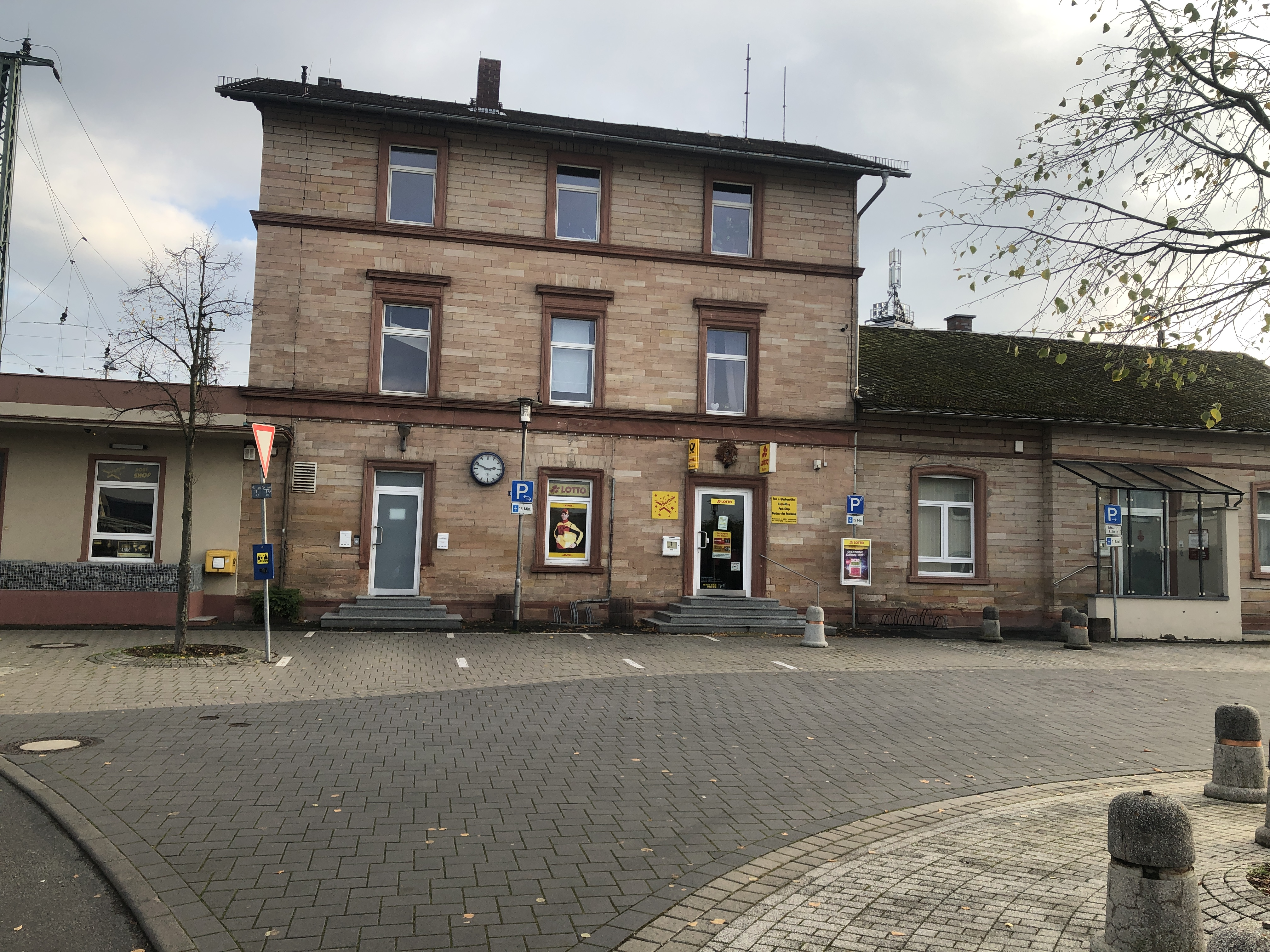
Залізничний вокзал